# Andrzej Bytniewski
Andrzej Bytniewski – polski ekonomista, dr hab. nauk ekonomicznych, profesor nadzwyczajny i kierownik Katedry Zarządzania Procesami Wydziału Zarządzania Uniwersytetu Ekonomicznego we Wrocławiu.

## Życiorys
Obronił pracę doktorską, 22 czerwca 1998 habilitował się na podstawie pracy zatytułowanej Założenia teoretyczne robotyzacji systemu rachunkowości. Objął funkcję profesora w Katedrze Informatyki Ekonomicznej na Wydziale Inżynieryjnym i Ekonomicznym Akademii Ekonomicznej im. Oskara Langego we Wrocławiu.
Piastuje stanowisko profesora nadzwyczajnego i kierownika Katedry Zarządzania Procesami Wydziału Zarządzania Uniwersytetu Ekonomicznego we Wrocławiu.